# Conophytum ricardianum
Conophytum ricardianum är en isörtsväxtart. Conophytum ricardianum ingår i släktet Conophytum, och familjen isörtsväxter.

## Underarter
Arten delas in i följande underarter:
- C. r. ricardianum
- C. r. rubiflorum